# Tachydromia hirtipes
Tachydromia hirtipes är en tvåvingeart som beskrevs av Axel Leonard Melander 1927. Tachydromia hirtipes ingår i släktet Tachydromia och familjen puckeldansflugor.
Artens utbredningsområde är Oregon. Inga underarter finns listade i Catalogue of Life.